# Gmina Hanila
Gmina Hanila (est. Hanila vald) – gmina wiejska w Estonii, w prowincji Lääne. W 2017 roku gmina Hanila, gmina Koonga, gmina Lihula oraz gmina Varbla zostały połączone w gminę Lääneranna.
W skład gminy wchodziły:
- 1 okręg miejski: Virtsu
- 28 wsi: Esivere, Hanila, Karuse, Kaseküla, Kause, Kinksi, Kiska, Kokuta, Kuke, Kõera, Kõmsi, Linnuse, Lõo, Massu, Mõisaküla, Mäense, Nehatu, Nurmsi, Pajumaa, Pivarootsi, Rame, Rannaküla, Ridase, Salevere, Ullaste, Vatla, Voose, Äila.